# 杜近芳
杜近芳（1932年—2021年4月17日），女，北京人，中国京劇表演艺术家，工旦行，師承梅蘭芳。

## 生平

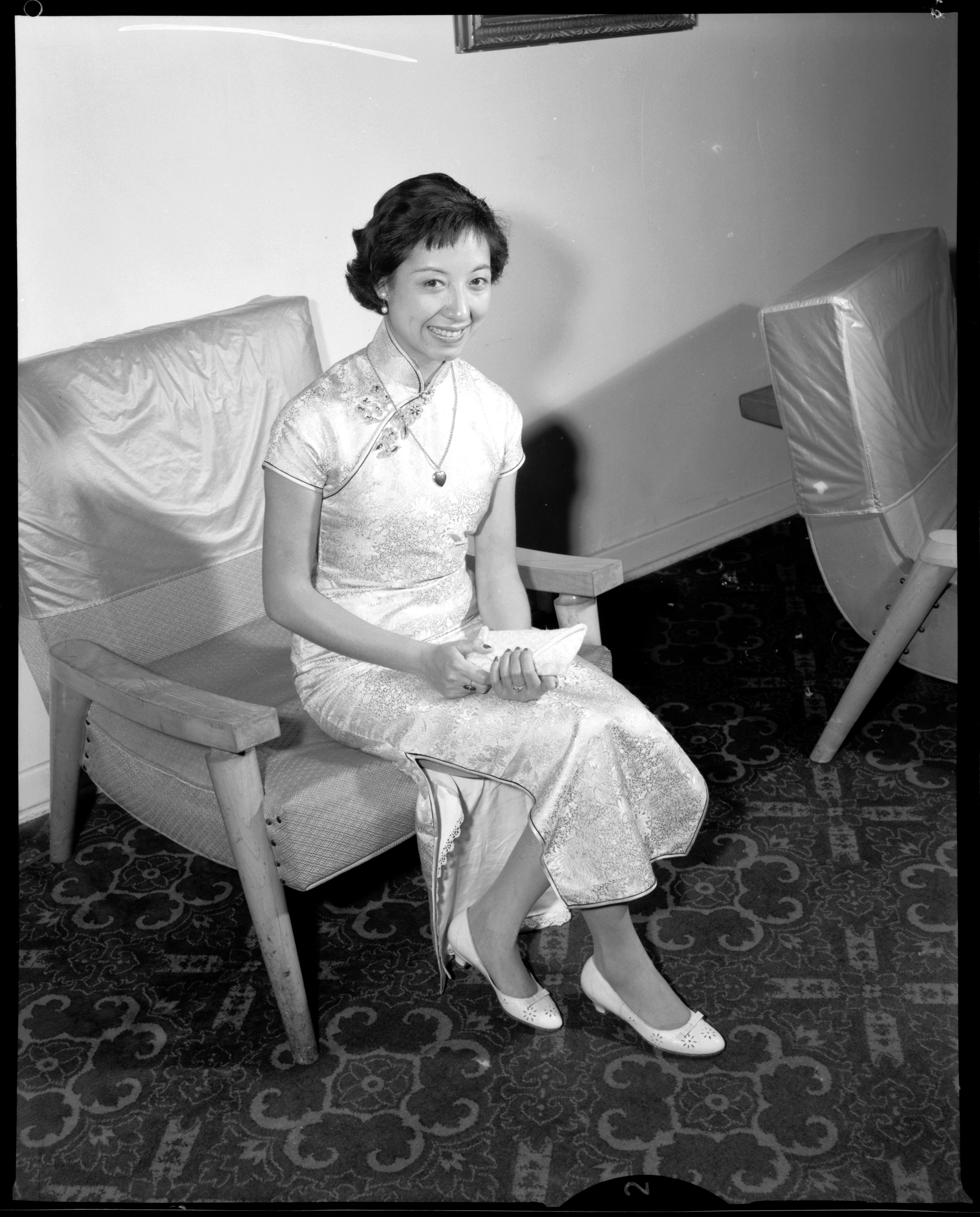
在外访问演出的杜近芳（1960年8月）

杜近芳出生后即被送到以唱戏营生的陈喜光家作养女，工铜锤花脸的陈喜光将她取名为陈玉华。陈玉华幼年随律佩芳学习青衣，10岁起登台演唱。1945年因陈喜光家道中落，被卖到专门收养小孩学戏的杜菊初家，改名为杜近芳，后拜王瑶卿为师，1949年经王瑶卿推荐，在上海拜梅兰芳为师。
1951年起在中國文化部中国戏曲研究院（現在的中國藝術研究院）的實驗京劇團（后來的中國京劇團、中國京劇院，現在的中國國家京劇院）工作，后与李少春、袁世海、叶盛兰等固定合作，曾随团到多国演出，并被称为“东方皇后”。

## 家庭
丈夫吴葆桢。小姑子吴瑾光。

## 作品
與李少春共同主演的新編歷史（古裝）京劇《野豬林》（飾演林沖之妻）在1962年由崔嵬、陳懷皚合作拍成彩色京劇電影。
文革中被列進第二批樣板戲的現代京劇（京劇現代戲）《紅色娘子軍》，她飾演女主角吳清華（吳瓊花），1972年在成蔭執導下拍成彩色京劇電影，搬上大銀幕向全中國放映。

## 合作者
與李少春、葉盛蘭等固定合作，曾隨團到多國演出。
現代京劇《紅色娘子軍》劇組的琴師是萬瑞興，鼓師是吳有禹。
早期合作的琴師是周國興，新時期是李門、李超，合作鼓師是庚金群。